# پامپاراتو
پامپاراتو (به ایتالیایی: Pamparato) یک کومونه در ایتالیا است که در استان کونیو واقع شده‌است.

## خصوصیات
پامپاراتو ۳۵٫۰ کیلومترمربع مساحت و ۳۹۸ نفر جمعیت دارد.